# Comuna Lingura, Cantemir
Comuna Lingura este o comună din raionul Cantemir, Republica Moldova. Este formată din satele Lingura (sat-reședință), Crăciun și Popovca.

## Demografie
Conform datelor recensământului din 2014, comuna are o populație de 1.457 de locuitori. La recensământul din 2004 erau 1.612 locuitori.

## Administrație și politică
Componența Consiliului local Lingura (9 consilieri), ales la 5 noiembrie 2023, este următoarea:
|  | Partid                                | Consilieri | Componență | Componență | Componență | Componență | Componență |
|  | ------------------------------------- | ---------- | ---------- | ---------- | ---------- | ---------- | ---------- |
|  | Partidul Acțiune și Solidaritate      | 5          |            |            |            |            |            |
|  | Candidat independent VASILE ROȘCA     | 1          |            |            |            |            |            |
|  | Partidul Liberal Democrat din Moldova | 3          |            |            |            |            |            |